# Myricae
Myricae è una raccolta di poesie di Giovanni Pascoli, pubblicata in successive edizioni tra il 1891 e il 1911 (anno dell'edizione definitiva).
L'opera rappresenta l'ultimo esempio di poesia lirica "classica" prima della stagione delle Avanguardie poetiche del Novecento.
Il titolo della raccolta pascoliana deriva da una parte del secondo verso della IV Bucolica di Virgilio «(Non omnis) arbusta iuvant humilesque Myricae», cioè "(Non a tutti) piacciono gli arbusti e le umili tamerici". Questa frase è utilizzata dal Pascoli anche nell'epigrafe dei Canti di Castelvecchio e, in forma più completa (non omnis arbusta...) o insieme al verso precedente variamente "tagliato", come introduzione ad altre sue raccolte poetiche.
Virgilio dice di elevare la sua poesia perché non a tutti piacciono gli arbusti e le umili tamerici. Ciò sta a significare che non a tutti piace una poesia semplice. Pascoli riprende questo verso per far intendere che la sua poesia è apparentemente semplice. Egli non usa solo analogie, ma troviamo una poesia fatta di oggetti (aratro, fiori, piccozza) in senso lato, di piccole cose. Per esempio la piccozza che riflette le stelle dell'universo.
Come accaduto per altre grandi raccolte, a cominciare dal Canzoniere di Petrarca, essa si estende per quasi tutto l'arco della produzione poetica dell'autore, così che la storia compositiva di Myricae si può dire coincida con lo sviluppo stesso della coscienza poetica di Pascoli. Per queste ragioni, l'identificazione di una unità strutturale della raccolta non può essere che il risultato di una interpretazione che prenda in considerazione, accanto alla lettura dei testi, gli eventi e le esperienze psicologiche che segnarono l'esistenza del poeta.

## Edizioni
La storia compositiva di Myricae scorre lungo tutta la vicenda poetica di Pascoli:
- la prima edizione è del 1891, e comprende 22 componimenti;
- nel 1892 esce la seconda edizione, con 72 componimenti;
- 1894, terza edizione, con 116 componimenti;
- 1897, quarta edizione, portata a 152 componimenti; a partire da questa edizione Pascoli organizza definitivamente la raccolta in 15 sezioni;
- 1900, quinta edizione, con il totale definitivo di 156 componimenti;
- fino al 1911 seguiranno ancora 4 edizioni dell'opera, frutto di piccole revisioni stilistiche e strutturali-linguistiche.

Contemporaneamente, uscivano le altre raccolte pascoliane, i Poemetti e i Canti di Castelvecchio, quest'ultima a sua volta uscita in sei differenti edizioni.
L'edizione del 1891 è dedicata alle nozze dell'amico intimo Raffaello Marcovigi, collega ai tempi dell'università, avvocato e poi docente dell'ateneo bolognese, che era solito incontrare nella distilleria insieme a un gruppo di amici, e col quale intrattenne un carteggio durato fino alla sua morte nel 1912.

## Struttura
La raccolta è suddivisa in 15 sezioni:
- Dall'alba al tramonto
- Ricordi
- Pensieri
- Creature
- Le pene del poeta
- L'ultima passeggiata
- Le gioie del poeta
- Finestra illuminata
- Elegie
- In campagna
- Primavera
- Dolcezze
- Tristezze
- Tramonti
- Alberi e fiori

L'opera comprende 156 componimenti; alcuni di essi racchiudono forme strettamente omogenee:
- Ricordi: 10 sonetti più due poesie libere;
- Pensieri: poesie in strofa saffica rimata (3 endecasillabi + 1 quinario o 1 settenario);
- Le pene del poeta: madrigali;
- Le gioie del poeta: ballate; e così via.

Altre sezioni si aprono invece a sperimentazioni e confronti formali (come la sezione In campagna, la più densa e varia tra tutte).
Tra una sezione e l'altra, compaiono liriche isolate che costituiscono il tessuto connettivo della raccolta:
- Il giorno dei morti
- Dialogo
- Nozze
- Solitudine
- Campane a sera
- Ida e Maria
- Germoglio
- Il bacio del morto
- La notte dei morti
- I due cugini
- Placido
- Il cuore del cipresso
- Colloquio
- In cammino
- Ultimo sogno

## Tematiche

Pascoli in campagna

La struttura formale coincide nelle sue linee portanti con i grandi temi strutturali della raccolta: innanzitutto, il dialogo tra l'io del poeta e la realtà esterna, costituita dal "piccolo mondo" mitizzato delle cose di natura, col loro carico di significati altrettanto simbolici, con un frequente senso del mistero.
Due elementi principali: l'evocazione e contemplazione della morte (il punto di vista soggettivo della poetica del dolore e del ricordo).
Se si vuole trovare una traccia dell'evoluzione stilistica del poeta nella complessa opera di strutturazione di Myricae, questa non può che essere data dall'evoluzione della sua lingua poetica; dai primi componimenti, anteriori al 1891, fino a X agosto e Canzone d'aprile, Pascoli sviluppa quella capacità del poeta-fanciullo di scoprire, sotto le maglie sempre più fitte delle convenzioni sociali, la lingua delle cose, lingua che si esprime attraverso la visione di ciò che esse sono in se stesse; una visione che non è interpretazione storica, ma l'essenza stessa del loro essere.
La poesia di Myricae presenta una visione simbolica del mondo con intuizione e rivelazione delle analogie e delle arcane corrispondenze tra le cose, un senso della vita carico di perplessità e smarrimento.  Il frammentismo e l'impressionismo pascoliano portano all'attribuzione di elementi simbolici alla natura e agli oggetti con la rappresentazione della realtà attraverso la giustapposizione di immagini uditive e visive. Il senso del mistero della vita, l'angoscia, la morte e la malinconia sono aspetti diffusi nella lirica pascoliana la quale presenta anche il tema del nido come metafora della casa, degli affetti familiari che sono un rifugio dal mondo esterno, dal mondo che è un "atomo opaco del male" (X Agosto). Il critico Salvatore Guglielmino scrive:" Attraverso il vagheggiamento di quel mondo campestre, Pascoli realizza la sua evasione dalla storia, dagli scontri di volontà e di interessi che la società industriale rendeva sempre più brutali e che nella situazione italiana dell'ultimo Ottocento si presentavano in campo politico - sociale con particolare intensità". 

## Lessico, metrica e stile
L'opera si configura così come una serie di contenitori (le 15 sezioni organizzate dal poeta), costantemente aperti per raccogliere le continue revisioni, aggiustamenti e aggiunte prodotte da Pascoli nell'arco di tutta la sua complessa vicenda creativa. In questo senso, la genesi di Myricae coincide strettamente con la sua evoluzione formale, e appare essere un grande laboratorio di sperimentazioni metriche e linguistiche.
Il più evidente tra i principi organizzativi che formano la struttura di Myricae è quello metrico: la materia poetica è infatti disposta secondo modelli di versificazione omogenei, che presuppongono un continuo intervento del poeta nella riorganizzazione del materiale in senso anti-cronologico. L'ordine non risulta però mai rigidamente schematico: alla sperimentazione di forme metriche nuove si alternano infatti sezioni dedicate ai generi metrici della lirica antica, nell'intento sottinteso di ricercare, per ogni "capitolo" della vicenda poetica, la forma più adeguata ai suoi contenuti. I metri utilizzati sono vari: strofa saffica, terzina, quartina, madrigale, ballata.
I nessi logici dell'organizzazione sintattica sono spesso dissolti per far spazio a collegamenti fonici, ottenuti accostando vocaboli sonoramente affini o frutto di assonanze, consonanze e onomatopee (versi accordati).
Inoltre rinnova la lingua italiana, immettendovi un lessico quotidiano ed umile e dando pari dignità linguistica a termini aulici, prosaici e dialettali (secondo il critico Contini segna il passaggio da linguaggio pre-grammaticale a post-grammaticale, ossia da un linguaggio più libero ed espressivo, per es. onomatopee, ad uno ben codificato). Si tratta di un linguaggio fonosimbolico.
Predilige uno stile nominale: i sostantivi predominano sugli aggettivi e nuovi accostamenti semantici creano un significato allusivo-simbolico (nuovi sintagmi).
Spesso sono presenti termini cromatici (bianco-rosso-nero), che assumono significati simbolici, legati alla percezione sensoriale.